# Petra Mede
Petra Maria Mede (n. 7 martie 1970, Stockholm, Suedia) este o prezentatoare de televiziune, dansatoare și actriță de comedie din Suedia.
A fost gazda Concursului Muzical Eurovision 2013 din Malmö, Suedia și a Concursului Muzical Eurovision 2016 din Stockholm. De asemenea, va fi prezentatoarea ediției din 2024 a concursului.

## Emisiuni prezentate
- Concursul Muzical Eurovision 2013, 2016, 2024
- Maestro 2013 (gazdă)
- Maestro 2011 (participant)
- Guldbaggegalan 2011
- Välkommen åter 2010
- Petra Mede Show 2010
- Cirkus Möller 2010
- Roast på Berns 2009
- Snillen snackar 2009
- Melodifestivalen 2009
- Musikmaskinen 2008
- Det sociala spelet 2008
- Morgonsoffan 2008
- Hjälp! 2008
- Dubbat 2008
- Parlamentet 2007-2009
- Extra! Extra! 2007-2008